# 尧头镇
尧头镇，是中华人民共和国陕西省渭南市澄城县下辖的一个乡镇级行政单位。

## 行政区划
尧头镇下辖以下地区：
石沟社区、权矿社区、河口社区、董矿社区、尧头村、东村、石沟村、权家河村、乔沟村、段庄坡村、浴子河村、耀显村、锁头村、曹村、杨家村和蔺庄河村。

## 中国传统村落
2013年8月，尧头村被评为第二批中国传统村落。